# Cardanus (cráter)
Cardanus es un cráter de impacto que se encuentra en la parte occidental de la Luna, en la parte occidental del Oceanus Procellarum. Debido a su ubicación, el cráter aparece muy ovalado debido al escorzo, y se ve casi de lado.
|  |

Cardanus se distingue por la cadena de cráteres, designada Catena Krafft, que conectan su borde norte con el cráter Krafft hacia el norte. El borde externo es afilado y un tanto irregular, con una muralla exterior ondulada y aterrazada a lo largo de algunos tramos de la pared interior. El suelo del cráter tiene varios cráteres pequeños en toda su superficie, y presenta una cresta baja cerca del punto medio. La superficie del suelo es algo irregular en el suroeste, pero casi sin rasgos en otros lugares.
Al suroeste se sitúa la Rima Cardanus, una hendidura en el mare que sigue en conjunto la dirección noreste. Hacia el sureste, más allá del canal lunar, se encuentra el pequeño cráter Galilaei. Al suroeste de Cardanus se halla Olbers.

## Cráteres satélite

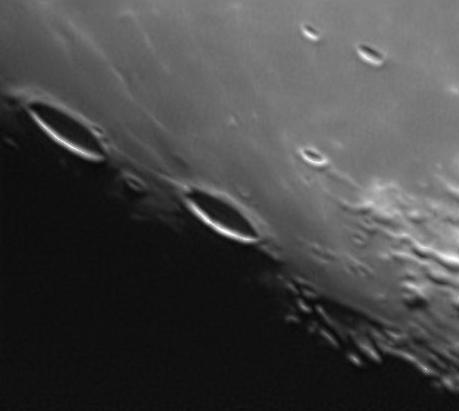
Cardanus (centro) y Krafft (izquierda) cerca del terminador, tal como se ve desde la Tierra. También es visible la Rima Cardanus entre ellos y el cráter Galilaei más allá.

Por convención estos elementos son identificados en los mapas lunares poniendo la letra en el lado del punto medio del cráter que está más cerca de Cardanus.
|          | \| Cardanus \| Coordenadas \| Diámetro \| \| -------- \| ----------------------------- \| -------- \| \| B \| 11°24′N 73°48′O / 11.4, -73.8 \| 13 km \| \| C \| 11°18′N 76°12′O / 11.3, -76.2 \| 14 km \| \| E \| 12°42′N 70°42′O / 12.7, -70.7 \| 6 km \| \| G \| 11°30′N 74°54′O / 11.5, -74.9 \| 8 km \| \| K \| 14°12′N 76°48′O / 14.2, -76.8 \| 8 km \| \| M \| 14°54′N 77°06′O / 14.9, -77.1 \| 9 km \| \| R \| 12°18′N 73°24′O / 12.3, -73.4 \| 21 km \| |          |
| Cardanus | Coordenadas | Diámetro |
| B        | 11°24′N 73°48′O / 11.4, -73.8 | 13 km    |
| C        | 11°18′N 76°12′O / 11.3, -76.2 | 14 km    |
| E        | 12°42′N 70°42′O / 12.7, -70.7 | 6 km     |
| G        | 11°30′N 74°54′O / 11.5, -74.9 | 8 km     |
| K        | 14°12′N 76°48′O / 14.2, -76.8 | 8 km     |
| M        | 14°54′N 77°06′O / 14.9, -77.1 | 9 km     |
| R        | 12°18′N 73°24′O / 12.3, -73.4 | 21 km    |

## Referencias

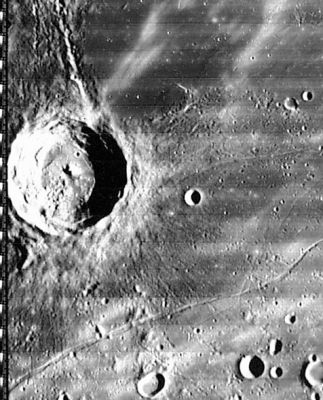
Fotografía de la misión Lunar Orbiter 4